# Ляйстнер, Клаудия
Кла́удия Ля́йстнер (нем. Claudia Leistner; род. 15 апреля 1964 года, Людвигсхафен-ам-Райн, Рейнланд-Пфальц, ФРГ) — фигуристка из ФРГ, выступавшая в женском одиночном катании. Пятикратная чемпионка Германии, чемпионка Европы (1989) и двукратный серебряный призёр чемпионата мира.

## Карьера
К. Ляйстнер тренировалась в Мангейме у многократного чемпиона ГДР Гюнтера Цёллера, позже у олимпийского чемпиона Ондрея Непелы. С 1982 по 1989 год за исключением 1984 года спортсменка приняла участие во всех чемпионатах Европы и мира. На чемпионатах Европы она никогда не занимала мест ниже 5-го, а на чемпионатах мира — ниже 6-го. Была одной из немногих фигуристок, включавших в программу сложные тройные прыжки (лутц, только на чемпионате мира 1983, с падением, флип и риттбергер), выступала в спортивном, атлетичном стиле.

## Личная жизнь
К. Ляйстнер вышла замуж за немецкого фигуриста Штефана Пфренгле, выступавшего в парном катании. У них двое детей — дочь Юлия (род. в 1995 году) и сын Янник (род. в 2000 году). Юлия Пфренгле так же, как и родители, стала фигуристкой. Она — чемпионка Германии среди юниоров 2009 года и бронзовый призёр чемпионата Германии 2010 года, и её мать является также одним из её тренеров.

## Результаты
| Соревнование/Сезон         | 1980-81 | 1981-82 | 1982-83 | 1983-84 | 1984-85 | 1985-86 | 1986-87 | 1987-88 | 1988-89 |
| -------------------------- | ------- | ------- | ------- | ------- | ------- | ------- | ------- | ------- | ------- |
| Зимние Олимпийские игры    |         |         |         | 9       |         |         |         | 6       |         |
| Чемпионаты мира            |         | 4       | 2       |         | 6       | 6       | 6       | 4       | 2       |
| Чемпионаты Европы          |         | 5       | 3       |         | 3       | 5       | 4       | 5       | 1       |
| Чемпионаты Германии        |         | 2       | 2       |         | 1       | 1       | 1       | 1       | 1       |
| Skate America              |         |         | 2       |         |         |         |         |         | 1       |
| Skate Canada International |         |         |         |         |         |         | 2       |         |         |
| Trophée Eric Bompard       |         |         |         |         |         |         |         |         | 1       |
| NHK Trophy                 | 4       |         |         |         | 4       |         |         |         |         |